# Сливово (Дебарца)
Сливово (мкд. Сливово) је насеље у Северној Македонији, у западном делу државе. Сливово припада општини Дебарца.

## Географија
Насеље Сливово је смештено у западном делу Северне Македоније. Од најближег града, Охрида, насеље је удаљено 40 km северно.
Сливово се налази у историјској области Дебарца, која обухвата слив реке Сатеске и са изразитим планинским обележјем. Насеље је смештено у горњем делу области. Западно од насеља издиже се планина Караорман, а источно Илинска планина. Кроз насеље протиче речица Сатеска. Надморска висина насеља је приближно 940 метара.
Клима у насељу је планинска.

## Историја
У Сливову је 11. новембра 1943. године, основана Прва македонско-косовска пролетерска бригада. После рата, у спомен на тај догађај подигнут је споменик, рад македонског вајара Јордана Грабулоског.

## Становништво
Сливово је према последњем попису из 2002. године имало 16 становника. 
Већину становништва чине етнички Македонци (100%).
Већинска вероисповест је православље.